# 时间常数
在物理学以及工程学中，时间常数（英語：Time constant）是一个描述一阶线性时不变系统中对随时间变化的输入信号的响应能力的参数，由上升沿时间确定，通常用希腊字母{\displaystyle \tau }表示。时间常数是一阶线性时不变系统的一个主要的特征参数。
舉例來說，在RC的單一時間常數電路當中，此參數代表電壓衰減到 {\displaystyle 1/e\approx 36.8\,\%} 所需的時間,其中{\displaystyle \tau }=R*C。